# وارينغتون الشمالية (دائرة انتخابية في المملكة المتحدة)
وارينغتون الشمالية (بالإنجليزية: Warrington North)‏ هي إحدى الدوائر الانتخابية في المملكة المتحدة الممثلة في مجلس العموم في برلمان المملكة المتحدة.
عضو البرلمان الذي يمثلها حالياً هو :Helen Jones (Lab).